# Rupert Sheldrake
Rupert Sheldrake é biólogo e parapsicólogo britânico, criador da hipótese conhecida como “campo morfogenético”, hipótese esta rejeitada pelo consenso da comunidade científica.

## Livros traduzidos para o português
- A Presenca do Passado: Ressonância Mórfica, Instituto Piaget, Lisboa. 1996. ISBN 9728329032
- O Renascimento da Natureza: O Reflorescimento da Ciência e de Deus, Cultrix, São Paulo. 1993. ISBN 8531604338 - 2ª edição 2011.
- Sete Experimentos Que Podem Mudar O Mundo. Cultrix, São Paulo. 1999. ISBN 8531604737
- Cães Sabem Quando Seus Donos Estão Chegando. Objetiva, Rio de Janeiro. 1999. ISBN 8573023007  (esgotado)
- A Sensação de Estar Sendo Observado. Cultrix, São Paulo, 2004. ISBN 8531608368
- "Uma nova ciência da vida: a hipótese da causação formativa e os problemas não resolvidos da biologia". Cultrix, Rio de Janeiro. 2013. ISBN 978-85-316-1246-6
- Ciência Sem Dogmas: A Nova Revolução Científica e o Fim do Paradigma Materialista. Cultrix, São Paulo, 2014.

### Em co-autoria
- Vida Depois da Morte: A Ciência na Fronteira do Mistério, com Ken Wilber, Stanislav Grof e Gary Doore, Esquilo, Lisboa, 2005. ISBN 972860548X (esgotado)
- Caos, Criatividade E O Retorno Do Sagrado: Triálogos nas Fronteiras do Ocidente, com Terence Mckenna e Ralph H. Abraham, Pensamento, 1994 ISBN 8531508622  (esgotado)
- A Física Dos Anjos, com Matthew Fox, Aleph, 2008. ISBN 8576570564